# Prime Cup Aberto de São Paulo 2003
L'Aberto de São Paulo 2003 è stato un torneo di tennis facente parte della categoria ATP Challenger Series nell'ambito dell'ATP Challenger Series 2003. Il montepremi del torneo era di $100.000 ed esso si è svolto nella settimana tra il 30 dicembre e il 5 gennaio 2003 su campi in cemento. Il torneo si è giocato nella città di San Paolo in Brasile.

## Vincitori

### Singolare
Flávio Saretta ha sconfitto in finale  Andrés Dellatorre 7–6(5), 6–3

### Doppio
Federico Browne /  Rogier Wassen hanno sconfitto in finale  Ignacio Hirigoyen /  Andy Ram con il punteggio di 7–6(0), 7–6(3)